# Monkey D. Ruffy
Monkey D. Ruffy (japanisch モンキー・D・ ルフィ Monkī D. Rufi, auch Monkey D. Luffy romanisiert), auch Strohhut-Ruffy (japanisch 麦わらのルフィ Mugiwara no Rufi) genannt, ist der Protagonist der seit 1997 in der Shōnen Jump wöchentlich veröffentlichten Manga-Serie One Piece, der im Jahr 1999 gestarteten gleichnamigen Anime-Fernsehserie, sowie mehrerer Filme und Videospiele. Erstmals tauchte die Figur bereits im ebenfalls von Eiichirō Oda gezeichneten Manga Romance Dawn (1996) auf, der als Vorgänger zu One Piece gesehen wird. Die Beschreibungen weiterer One Piece Charaktere sind im Hauptartikel One Piece bzw. Figuren aus One Piece zu finden.

## Fiktive Biografie
Monkey D. Ruffy wurde als Sohn des Revolutionärs Monkey D. Dragon und als Enkel des Marine-Vizeadmirals Monkey D. Garp im Windmühlendorf, Eastblue, geboren.
Inspiriert durch sein Idol, den Piraten „Rothaar“ Shanks, hat er bereits als kleiner Junge den großen Traum, „König der Piraten“ zu werden. Als Ruffy bei einem von Shanks’ Landgängen in seiner Heimat unbeabsichtigt von der „Gum-Gum-Teufelsfrucht“ oder auch Hito Hito no Mi, Modell: Nika (Mensch-Mensch Frucht, Modell: Nika) isst, wird er zu einem Gummimenschen, wodurch er seinen kompletten Körper überdehnen kann - die Kehrseite der Teufelsfrucht (die alle Teufelsfrüchte gemein haben) ist, dass er die Fähigkeit zu schwimmen verliert. Nach einer Außeinandersetzung mit Banditen opfert Shanks seinen linken Arm, um Ruffy vor einem Seeungeheuer zu retten. Er vertraut auf Ruffy und schenkt ihm bei seiner Abreise seinen Strohhut, der zugleich Ruffys wertvollster Besitz sowie sein Markenzeichen wird (daher der Beiname Strohhut-Ruffy). Später wird er von seinem Großvater Garp in die Obhut von Dadan, der Anführerin einer kleinen Bergbanditenbande gegeben, bei der er auf der Insel Dawn im Eastblue aufwächst. Auf dieser Insel lernt Ruffy Ace und später auch Sabo kennen. Die drei Jungen besiegeln mit dem Ritual des Austauschens von Sake-Schalen eine unzertrennliche Bruderschaft.
Im Alter von 17 Jahren bricht Ruffy schließlich auf, um eine Piratencrew zu gründen, den größten Schatz der Welt, das One Piece, zu finden und König der Piraten zu werden.
Auf seiner Reise durch den Eastblue trifft er Zoro, einen starken Schwertkämpfer, Nami, eine fähige Navigatorin, Usopp, einen talentierten Scharfschützen und Geschichtenerzähler, sowie Sanji, einen Meisterkoch und Tritt-Kämpfer. Zusammen bilden sie den Kern der Strohhutpiraten.
Sein aktuelles Kopfgeld beträgt 3,0 Milliarden Berry.

## Charakter
Ruffys Ziel ist es, der König der Piraten zu werden. Dabei geht es ihm nicht darum, die Weltmeere zu beherrschen, sondern darum, dass der Piratenkönig die Person mit der meisten Freiheit ist. Er legt großen Wert darauf, sein Ziel aus eigener Kraft und mit Hilfe seiner Freunde zu erreichen. So lehnt er es im Verlauf der Geschichte ab, von Rayleigh entscheidende Informationen über das One Piece zu erhalten, wie die Information, ob es wirklich existiert. Er würde es auch akzeptieren, wenn er bei der Verwirklichung seines Traumes sterben sollte.
Ruffy erscheint meist sehr lebhaft und sorglos, auch bei seiner versuchten Hinrichtung lächelt er noch Sekunden vor seinem wahrscheinlichen Tod. Dies kann sich jedoch schnell ändern, beispielsweise wenn seine Crew oder Freunde in Gefahr sind. In solchen Fällen ist Ruffy fokussiert und kampfbereit und stellt sich ohne zögern auch übermächtigen Feinden in den Weg. Ebenso wird er extrem wütend wenn jemand seinen Strohhut beschädigt, da dieser für Ruffy nur eine Leihgabe seines großen Idols, des roten Shanks, ist. Um Nico Robin zu retten, ist er sogar bereit, der Weltregierung selbst den Krieg zu erklären. Während er wenig intelligent erscheint und von Gegnern oft unterschätzt wird, ist er in Kämpfen sehr einfallsreich. Häufig findet er Schwachstellen bei Gegnern oder nutzt die vorhandenen Umstände aus, um seine Kontrahenten zu besiegen. Ruffy tötet keinen seiner Gegner, da in One Piece jeder für seine Träume und Überzeugungen lebt. Mit dem Sieg zerstört Ruffy diese Träume, was für den Besiegten genauso schlimm wie der Tod ist.
Eine besondere Charaktereigenschaft ist seine enorme Willensstärke, mit der er es immer wieder schafft, andere auf seine Seite zu ziehen. Die meisten Crewmitglieder möchten sich anfangs nicht der Crew anschließen, werden später aber durch Ruffys Zielstrebigkeit oder seinen Einsatz für andere Menschen in Not umgestimmt. Seine Crew sieht er nicht als Untergebene, sondern als Freunde.
Ruffy hat einen riesigen Appetit (insbesondere auf Fleisch) und kann, besonders nach anstrengenden Kämpfen, enorme Mengen essen. Zusammen mit viel Schlaf reicht dies für ihn aus, um sich von den schlimmsten Verletzungen zu erholen.
Er ist sehr leicht zu begeistern. Seltsam aussehende Figuren möchte er sofort in seiner Crew haben, ohne von ihren Fähigkeiten zu wissen. So lädt er beispielsweise den Schiffsarzt Chopper, ein sprechendes Rentier, in seine Crew ein, ohne zu wissen, dass dieser ein Arzt ist.
Von Personen, die den verstorbenen König der Piraten Gol D. Roger kannten, wird Ruffy oftmals mit diesem verglichen. Laut Rayleigh erinnerte Ruffy Shanks schon in jungen Jahren stark an den Piratenkönig. Auch trug dieser bei der ersten Begegnung mit Rayleigh den Strohhut, der nun im Besitz von Ruffy ist. Auf der Fischmenscheninsel wird angedeutet, dass Ruffy ebenso wie Gol D. Roger die Fähigkeit besitzt die Stimme von allen Dingen zu hören. Auch tragen beide das „D.“ im Namen.

## Fähigkeiten
Durch den Verzehr der Mensch-Mensch Frucht Model Nika (im jap. als Hito Hito no mi bezeichnet), einer Teufelsfrucht erhält Ruffy die Fähigkeit sich wie Gummi zu dehnen. Dadurch kann er Schläge leichter einstecken und Kugeln von sich abprallen lassen. Im Gegenzug kann er nun nicht mehr schwimmen, da Wasser bei allen Teufelfruchtnutzern eine lähmende Wirkung hat und auch die Nutzung der Teufelskräfte verhindert.
Nach seinem Ausbruch aus Impel Down und die in diesem Zusammenhang erfolgte Außeinandersetzung mit dem Besitzer der Gift-Gift-Frucht besitzt er außerdem eine erhöhte Immunität gegen Gifte jeglicher Art.
Ruffys Attacken bestehen meist aus Schlägen oder Tritten, die er im Verlauf der Geschichte verbessert und variiert. Bei einer Begegnung mit dem Admiral Kuzan wird sich Ruffy jedoch bewusst, dass er trotz seiner Abenteuer und neuen Attacken immer noch zu schwach ist, um seine Crew zu verteidigen. Darum entwickelt er neue Techniken, mit denen er zeitweise stärker werden kann. Diese Techniken nennt er Gear.
Gear 2
Gear 2 ist eine Technik, bei der Ruffy mit seiner Elastizität das Blut in seinem Körper schneller pumpen lässt. Dadurch wird er selbst sowie seine Angriffe schneller und stärker. Dabei erhöht sich seine Körpertemperatur stark, weswegen seine Haut sich rötlich färbt und Dampf aus seinem Körper austritt.
Gear 3
Bei dieser Technik beißt sich Ruffy in den Daumen und bläst seine Knochen mit Luft voll. Die Luft in seinen Knochen kann er dann in eine Körperregion verteilen, wodurch sich diese enorm vergrößert. Dadurch werden seine Attacken stärker und können auf eine größere Fläche eingesetzt werden. Vor seinem zweijährigen Training schrumpft er für die gleiche Zeit, die er die Technik anwendet, im Anschluss vorübergehend zu einer Miniaturausgabe seiner normalen Größe. Im späteren Verlauf der Handlung kann er Gear 3 ohne diesen Nachteil einsetzen.
Haki
Nach einem zweijährigen Zeitsprung in der Handlung beherrscht Ruffy die drei verschiedenen Arten des Haki: Rüstungs (Busoushoku)-, Observations (Kenbunshoku)- und Königshaki (Haoushoku).
Gear 4
Gear 4 ist eine Technik, bei der Ruffy Luft in seine Muskeln pumpt und sich somit aufbläht. Zudem überdeckt er den Großteil seines Oberkörpers und seiner Arme mit Rüstungshaki, die trotzdessen elastisch wie Gummi ist. Ruffy ist in diesem Zustand sehr schnell und elastisch, verfügt aber dennoch über eine enorme Zerstörungskraft und Robustheit durch das Haki.
Gear 5
Als Ruffy während des Kampfes gegen Kaido, einen der 4 Kaiser der Meere und den Kapitän der Biest-Piratenbande, von einem CP0 Agenten abgelenkt wird und daraufhin stirbt, erwacht seine Teufelsfrucht durch einen rhythmischen Herzschlag. Er erwacht mit neuer Energie und mit der Kraft des Sonnengottes „Nika“. Dabei wird klar, dass seine Teufelsfrucht nie wirklich die Paramecia Gum-Gum Frucht (Gomu Gomu no Mi) war, sondern die Zoan Mensch Mensch Frucht Modell Nika (Hito Hito no Mi Model: Nika) ist. Seine Haare stehen in weißen Flammen und seine Fähigkeiten sind kaum abzuschätzen. Er kann Gegenstände und seine Umgebung in Gummi verwandeln und alle bisherigen Gears frei und mit deutlich höherer Intensität verwenden. Andere bezeichnen seine Kraft als „die lächerlichste Kraft“, weil sie nur von seinem Verstand eingeschränkt werden kann. Grundsätzlich ist ihm in diesem Zustand alles was er sich vorstellen kann möglich.

## Synchronisation
Monkey D. Ruffy wird im japanischen Original seit 1999 von der Seiyū Mayumi Tanaka in allen Medien, darunter Anime, Filme und Videospiele, gesprochen. Lediglich in der 1998 veröffentlichten OVA-Special wurde er von Urara Takano gesprochen. In der deutschen Fassung des Animes wird er von Synchronsprecher Daniel Schlauch synchronisiert. Daniel Schlauch leiht dem Protagonisten auch in der Realverfilmung One Piece (2023) seine Stimme. 

## Rezeption
T.H.E.M. Anime Reviews benennt Ruffy als “likably goofy” (deutsch: „liebenswert tollpatschig“) und einen Idealisten mit einem ansteckenden Optimismus. In einem Review für den vierten One-Piece-Film, Dead End Adventure, beschreibt The Star Online Ruffy als “an airhead and brilliant fighter” (deutsch: „einen Hohlkopf und brillanten Kämpfer“).
2007 erschien Ruffy gemeinsam mit Naruto und Son-Goku für zwei Tage als Avatar in Second Life.
2008 sponserte Toei Animation das italienische Pallavolo-Modena-Volleyballteam. Die Trikots zweier Verteidiger waren mit einem Bild von Ruffy geschmückt.

### Auftritte in anderen Medien
Ruffy erscheint in zwei Strips des Webcomics VG Cats: In Ausgabe 150 kommentiert er die Synchronisation von 4Kids Entertainment in der amerikanischen Version der Serie; bei Comic 153 erscheint Michael Jackson mit Ruffys Standardkleidung.
In Episode 56 der Animeserie Yakitate!! Japan setzt einer der Charaktere eine Spezialtechnik ein, die darin besteht Ruffys Standardkleidung samt Strohhut anzuziehen und seine Arme wie Gummi zu dehnen.
Ruffys Steckbrief ist in Kapitel 11 der Mangaserie Bakuman. zu sehen.